# Revușciîne, Kobeleakî
Revușciîne (în ucraineană Ревущине) este un sat în comuna Dașkivka din raionul Kobeleakî, regiunea Poltava, Ucraina.

## Demografie
Componența lingvistică a localității Revușciîne
     Ucraineană (94,12%)
     Rusă (2,94%)
     Alte limbi (0,49%)
Conform recensământului din 2001, majoritatea populației localității Revușciîne era vorbitoare de ucraineană (94,12%), existând în minoritate și vorbitori de rusă (2,94%).